# Нарушенные завещания
Нарушенные завещания (фр. Les Testaments trahis) — эссеистическая книга Милана Кундеры (1993). Написана на французском языке.
Книга посвящена жанру романа в контексте истории искусства вообще. В истории романа Кундера выделяет три основных этапа («тайма»): первый связан со свободным творчеством (Рабле, Сервантес, Стерн, Дидро), второй —  с формированием жанровых, композиционных, тематических границ (XIX век), современный же «тайм» характеризуется причудливым соединением того и другого.
Кундера размышляет о творчестве таких писателей и композиторов, как Франсуа Рабле, Дени Дидро, Людвиг ван Бетховен, Лев Толстой, Леош Яначек, Франц Кафка, Игорь Стравинский, Витольд Гомбрович, Арнольд Шёнберг, Томас Манн, Эрнест Хэмингуэй, Салман Рушди.